# Igreja de Santa Maria a Virgem (Godmanchester)

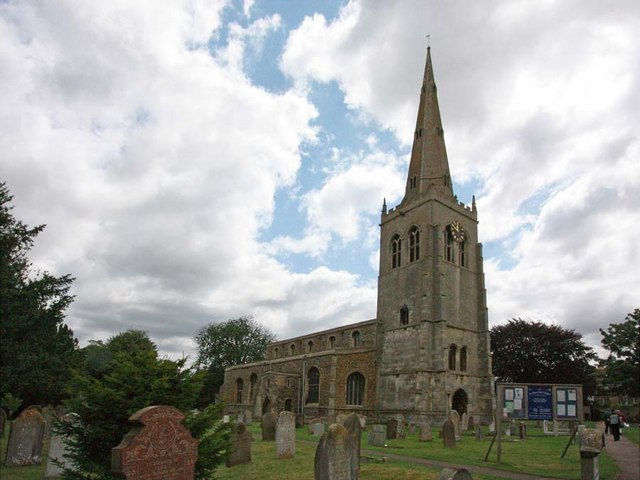
Igreja de Santa Maria, Godmanchester

A Igreja de Santa Maria a Virgem é uma igreja paroquial da Igreja da Inglaterra em Godmanchester, Cambridgeshire. A igreja é um edifício listado de grau I com a sua primeira fase datando do século XIII. A maior parte da estrutura data dos séculos 13 a 15, mas a torre foi construída em 1623. As bancas com misericórdias datam do final do século XV.
A paróquia de Godmanchester faz parte da Diocese de Ely.